# Quercus augustinii
Quercus augustinii és una espècie de roure que pertany a la família de les fagàcies i està dins del subgènere Cyclobalanopsis, del gènere Quercus.

## Descripció
Quercus augustinii és un arbre perennifoli que creix fins als 10 metres d'altura. L'escorça és de color gris fosc. Les branques estan solcades, amb les primeres escates de les glans de color marró ataronjat, convertint-se en glabres. Els pecíols de les fulles fan 0,5-2 cm, glabres. El limbe és ovat-lanceolades a el·líptic-lanceolades, de 6-12 x 1-4 cm, per sota de la fulla lleugerament farinosa, per sobre de la fulla glabra, cuneïforme. La base de la fulla generalment obliqua, marge lleugerament recorbat i generalment serrat quan l'arbre jove, sencer o apicalment visible serrat quan l'arbre és madur. L'àpex és acuminat. A mitja vena alçada adaxialment amb 10-15 nervis secundaris a cada costat del nervi central, poc visible, en general no fusionat. Les venes terciàries són fosques i molt evidents o molt primes. Les inflorescències femenines solitàries en les axil·les dels brots tendres, 3-4 cm de llarg. Les flors floreixen de l'abril al maig, amb 3 estils. Les glans són oblongoovoides, d'1 a 1,7 cm de llarg x 0,8-1,2 cm d'ample, glabres, apicalment arrodonides, i de vegades deprimides. Les glans estan tancades per 1/2 en una cúpula de 0,6-1 cm de llarg x 1-1,3 cm d'ample; a fora glabres o quasi, a dins seroses, amb 5-7 anells concèntrics senceres o crenat. La cicatriu lleugerament convexa, amb persistents estils. Les glans maduren al cap de 2 anys.

## Distribució
Creix en els boscos perennifolis de fulla ampla de les muntanyes, entre els 1200-2700 m, de la Xina (a les províncies de Guangxi, Guizhou i Yunnan) i al Vietnam.

## Taxonomia
Quercus augustinii va ser descrita per Sidney Alfred Skan i publicat a Journal of the Linnean Society, Botany 26(178): 507. 1899.
Etimologia
Quercus: nom genèric del llatí que designava igualment al roure i a l'alzina.
augustinii: epítet